# Sezon snookerowy 2019/2020
Sezon snookerowy 2019/2020 – seria turniejów snookerowych rozgrywanych między 9 maja 2019 a 16 sierpnia 2020 roku.

## Gracze
W sezonie 2019/2020 bierze udział 128 profesjonalnych zawodników, z czego 64 zawodników z rankingu zarobkowego na koniec poprzedniego sezonu i kolejne 32 zawodników obsadzonych z automatu graczami, którzy w zeszłym roku otrzymali kartę gry na okres 2 lat. Osiem kolejnych miejsc uzupełniają najlepsi gracze z rankingu obejmującego tylko jeden sezon, którzy nie zakwalifikowali się do gry z innej listy, kolejne dwa miejsca obsadzone zawodnikami z EBSA Qualifying Tour Play-Offs, również trzech zawodników pochodzi z Challenge Tour, i kolejne dwanaście miejsc dla najlepszych zawodników z Q School. Reszta miejsc dla zawodników z turniejów amatorskich i nominowanych dziką kartą.
|  | Międzynarodowe mistrzostwa: 1. Mistrzostwa Europy w snookerze EBSA zwycięzca: Kacper Filipiak 2. Mistrzostwa Europy w snookerze EBSA do lat 21 zwycięzca Jackson Page 3. Mistrzostwa Oceanii w snookerze OBSF zwycięzca: Steve Mifsud 4. Mistrzostwa Azji w snookerze PABSA zwycięzca: Igor Figueiredo NGB Nominacje 1. Nominacje: Amine Amiri Ranking jednoroczny 1. Eden Sharav 2. James Cahill 3. Ian Burns 4. Duane Jones 5. Dominic Dale 6. Gerard Greene 7. Rod Lawler 8. Nigel Bond | CBSA China Tour: 1. Chang Bingyu 2. Bai Langning Challenge Tour 1. Brandon Sargeant 2. David Grace 3. Mitchell Mann Q School 1. Xu Si 2. David Lilley 3. Jamie O’Neill 4. Soheil Vahedi 5. Chen Zifan 6. Riley Parsons 7. Louis Heathcote 8. Fraser Patrick 9. Barry Pinches 10. Alex Borg 11. Alexander Ursenbacher 12. Andy Hicks Order of Merit 1. Si Jiahui 2. Billy Joe Castle 3. Peter Lines 4. Lei Peifan Specjalne nominacje: 1. Jimmy White |

## Kalendarz
Kalendarz najistotniejszych (w szczególności rankingowych) turniejów snookerowych w sezonie 2019/2020.

| Daty  | Daty  | Gospodarz         | Nazwa turnieju             | Miejsce                             | Miasto        | Zwycięzca         | Finalista          | Wynik    |
| ----- | ----- | ----------------- | -------------------------- | ----------------------------------- | ------------- | ----------------- | ------------------ | -------- |
| 09.05 | 12.05 | Austria           | Vienna Snooker Open        | 15 Reds Köö Wien Snooker Club       | Wiedeń        | Mark Joyce        | Mark King          | 5-4      |
| 24.06 | 30.06 | Chiny             | World Cup                  | Wuxi City Sports Stadium            | Wuxi          | Szkocja           | Chiny B            | 4-0      |
| 20.07 | 23.07 | Anglia            | Pink Ribbon                | The Capital Venue                   | Gloucester    | Stuart Bingham    | Mark Allen         | 4-3      |
| 26.07 | 28.07 | Łotwa             | Riga Masters               | Arēna Rīga                          | Ryga          | Yan Bingtao       | Mark Joyce         | 5-2      |
| 04.08 | 11.08 | Chiny             | International Championship | Baihu Media Broadcasting Centre     | Daqing        | Judd Trump        | Shaun Murphy       | 10-3     |
| 24.08 | 25.08 | Niemcy            | Paul Hunter Classic        | Stadthalle                          | Fürth         | Barry Hawkins     | Kyren Wilson       | 4-3      |
| 02.09 | 07.09 | Tajlandia         | Six-red World Championship | Convention Centre                   | Bangkok       | Stephen Maguire   | John Higgins       | 8-6      |
| 09.09 | 15.09 | Chiny             | Shanghai Masters           | Regal International East Asia Hotel | Szanghaj      | Ronnie O’Sullivan | Shaun Murphy       | 11-9     |
| 23.09 | 29.09 | Chiny             | China Championship         | Tianhe Sports Centre                | Kanton        | Shaun Murphy      | Mark Williams      | 10-9     |
| 14.10 | 20.10 | Anglia            | English Open               | K2 Leisure Centre                   | Crawley       | Mark Selby        | David Gilbert      | 9-1      |
| 28.10 | 03.11 | Chiny             | World Open                 | Number One Middle School            | Yushan        | Judd Trump        | Thepchaiya Un-Nooh | 10-5     |
| 04.11 | 10.11 | Anglia            | Champion of Champions      | Ricoh Arena                         | Coventry      | Neil Robertson    | Judd Trump         | 10-9     |
| 11.11 | 17.11 | Irlandia Północna | Northern Ireland Open      | Waterfront Hall                     | Belfast       | Judd Trump        | Ronnie O’Sullivan  | 9-7      |
| 26.11 | 08.12 | Anglia            | UK Championship            | Barbican Centre                     | York          | Ding Junhui       | Stephen Maguire    | 10-6     |
| 09.12 | 15.12 | Szkocja           | Scottish Open              | Emirates Arena                      | Glasgow       | Mark Selby        | Jack Lisowski      | 9-6      |
| 12.01 | 19.01 | Anglia            | Masters                    | Alexandra Palace                    | Londyn        | Stuart Bingham    | Allister Carter    | 10-8     |
| 22.01 | 26.01 | Austria           | European Masters           | Messe Dornbirn                      | Dornbirn      | Neil Robertson    | Zhou Yuelong       | 9-0      |
| 29.01 | 02.02 | Niemcy            | German Masters             | Tempodrom                           | Berlin        | Judd Trump        | Neil Robertson     | 9-6      |
| 03.02 | 09.02 | Anglia            | World Grand Prix           | The Centaur                         | Cheltenham    | Neil Robertson    | Graeme Dott        | 10-8     |
| 10.02 | 16.02 | Walia             | Welsh Open                 | Motorpoint Arena                    | Cardiff       | Shaun Murphy      | Kyren Wilson       | 9-1      |
| 20.02 | 23.02 | Anglia            | Shoot Out                  | Watford Colosseum                   | Watford       | Michael Holt      | Zhou Yuelong       | 1-0      |
| 24.02 | 01.03 | Anglia            | Players Championship       | Southport Waterfront                | Southport     | Judd Trump        | Yan Bingtao        | 10-4     |
| 07.10 | 05.03 | Anglia            | Championship League        | Leicester Arena                     | Leicester     | Scott Donaldson   | Graeme Dott        | 3-0      |
| 11.03 | 15.03 | Gibraltar         | Gibraltar Open             | Europa Sports Complex               | Gibraltar     | Judd Trump        | Kyren Wilson       | 4-3      |
| 30.03 | 05.04 | Chiny             | China Open                 | Olympic Sports Center Gymnasium     | Pekin         | Odwołano          | Odwołano           | Odwołano |
| 01.06 | 11.06 | Anglia            | Championship League        | Marshall Arena                      | Milton Keynes | Luca Brecel       | Ben Woollaston     | R-R      |
| 20.06 | 26.06 | Anglia            | Tour Championship          | Marshall Arena                      | Milton Keynes | Stephen Maguire   | Mark Allen         | 10-6     |
| 31.07 | 16.08 | Anglia            | Mistrzostwa Świata         | Crucible Theatre                    | Sheffield     | Ronnie O’Sullivan | Kyren Wilson       | 18-8     |

| Turnieje rankingowe               |
| Inne turnieje, nierankingowe      |
| Turnieje profesjonalno-amatorskie |
| Inne ważne turnieje nierankingowe |

## Przyznawane nagrody pieniężne w turniejach
| Nazwa turnieju             | O 144    | O 128    | O 112    | O 80     | O 64     | O 48     | O 32     | O 16     | Ćwierćfinał | Półfinał | Finalista | Zwycięzca |
| -------------------------- | -------- | -------- | -------- | -------- | -------- | -------- | -------- | -------- | ----------- | -------- | --------- | --------- |
| Riga Masters               | –        | £0       | –        | –        | £2 000   | –        | £3 000   | £4 000   | £6 000      | £15 000  | £25 000   | £50 000   |
| International Championship | –        | £0       | –        | –        | £4 750   | –        | £8 500   | £13 500  | £21 500     | £32 000  | £75 000   | £175 000  |
| China Championship         | –        | £0       | –        | –        | £4 750   | –        | £8 500   | £13 500  | £21 500     | £32 000  | £75 000   | £150 000  |
| English Open               | –        | £0       | –        | –        | £3 000   | –        | £4 000   | £7 500   | £10 000     | £20 000  | £30 000   | £70 000   |
| World Open                 | –        | £0       | –        | –        | £5 000   | –        | £8 000   | £13 500  | £20 000     | £32 500  | £75 000   | £150 000  |
| Northern Ireland Open      | –        | £0       | –        | –        | £3 000   | –        | £4 000   | £7 500   | £10 000     | £20 000  | £30 000   | £70 000   |
| UK Championship            | –        | £0       | –        | –        | £6 500   | –        | £12 000  | £17 000  | £24 500     | £40 000  | £80 000   | £200 000  |
| Scottish Open              | –        | £0       | –        | –        | £3 000   | –        | £4 000   | £7 500   | £10 000     | £20 000  | £30 000   | £70 000   |
| European Masters           | –        | £0       | –        | –        | £3 000   | –        | £4 000   | £6 000   | £11 000     | £17 500  | £35 000   | £80 000   |
| German Masters             | –        | £0       | –        | –        | £3 000   | –        | £4 000   | £5 000   | £10 000     | £20 000  | £35 000   | £80 000   |
| World Grand Prix           | –        | –        | –        | –        | –        | –        | £5 000   | £7 500   | £12 500     | £20 000  | £40 000   | £100 000  |
| Welsh Open                 | –        | £0       | –        | –        | £3 000   | –        | £4 000   | £7 500   | £10 000     | £20 000  | £30 000   | £70 000   |
| Shoot-Out                  | –        | £250     | –        | –        | £500     | –        | £1 000   | £2 000   | £4 000      | £8 000   | £20 000   | £50 000   |
| Players Championship       | –        | –        | –        | –        | –        | –        | –        | £10 000  | £15 000     | £30 000  | £50 000   | £125 000  |
| Gibraltar Open             | –        | £0       | –        | –        | £2 000   | –        | £3 000   | £4 000   | £5 000      | £6 000   | £20 000   | £50 000   |
| China Open                 | Odwołano | Odwołano | Odwołano | Odwołano | Odwołano | Odwołano | Odwołano | Odwołano | Odwołano    | Odwołano | Odwołano  | Odwołano  |
| Tour Championship          | –        | –        | –        | –        | –        | –        | –        | –        | £20 000     | £40 000  | £60 000   | £150 000  |
| Mistrzostwa Świata         | £0       | –        | £5 000   | £10 000  | –        | £15 000  | £20 000  | £30 000  | £50 000     | £100 000 | £200 000  | £500 000  |